# 최재엽
최재엽(崔在燁, 일본식 이름: 高山在燁다카야마 사이요, 1895년 8월 20일 ~ 1941년 7월 25일)은 일제강점기의 관료로, 본적은 경기도 수원시 팔달구 매교동이다.

## 생애
1914년 11월부터 1915년까지 조선총독부 임시토지조사국 기수보로 근무했으며 1916년부터 1918년까지 조선총독부 임시토지조사국 기수로 근무했다. 1923년 10월 23일 일본 정부로부터 부업공로자(副業功勞者) 표창을 받았고 1933년 5월 16일과 1937년 5월 경기도 민선 도회의원으로 선출되었다.
1934년 11월부터 1941년까지 경기산업주식회사 상무이사로 재직했고 1935년 경기도 수원금융조합 감사, 경기도 수원군 수원읍 읍회의원, 보통학교 후원회 부회장 등을 역임했다. 중일 전쟁 때인 1937년 12월 28일부터 1938년 1월 17일까지 경기도 도회의원 대표 자격으로 중국 북부에 파병된 일본군 위문 행사에 참여하는 한편 1938년 4월 2일과 1939년 1월 1일에 일본의 침략 전쟁을 지원하는 내용을 담은 전문을 게재했다. 1939년 화성흥산주식회사 이사, 수룡수리조합장, 경기도 수원군 수원읍 읍회위원 등을 역임했고 1940년 일본에서 열린 기원 2600년 축전에 초대받았다.
1941년 4월 21일부터 같은 해 7월 25일 사망할 때까지 조선총독부 중추원 참의를 역임했으며 1941년 6월 12일에 열린 중추원 부여신궁 공사 근로봉사에 참여했다. 민족문제연구소의 친일인명사전 수록자 명단의 중추원 부문, 친일반민족행위진상규명위원회가 발표한 친일반민족행위 705인 명단에 포함되었다.

## 참고자료
- 친일반민족행위진상규명위원회 (2009). 〈최재엽〉. 《친일반민족행위진상규명 보고서 Ⅳ-18》. 서울. 237~243쪽.